# Changshatang (ort i Kina, Zhejiang Sheng, lat 29,87, long 122,26)
Changshatang är en ort i Kina. Den ligger i provinsen Zhejiang, i den östra delen av landet, omkring 210 kilometer öster om provinshuvudstaden Hangzhou. Antalet invånare är 5 814. Befolkningen består av 2 124 kvinnor och 3 690 män. Barn under 15 år utgör 3,0 %, vuxna 15-64 år 87 %, och äldre över 65 år 8,0 %.
Närmaste större samhälle är Shenjiamen, 10,6 km norr om Changshatang. 
Genomsnittlig årsnederbörd är 1 783 millimeter. Den regnigaste månaden är juni, med i genomsnitt 312 mm nederbörd, och den torraste är januari, med 53 mm nederbörd.